# 国際インド映画アカデミー賞

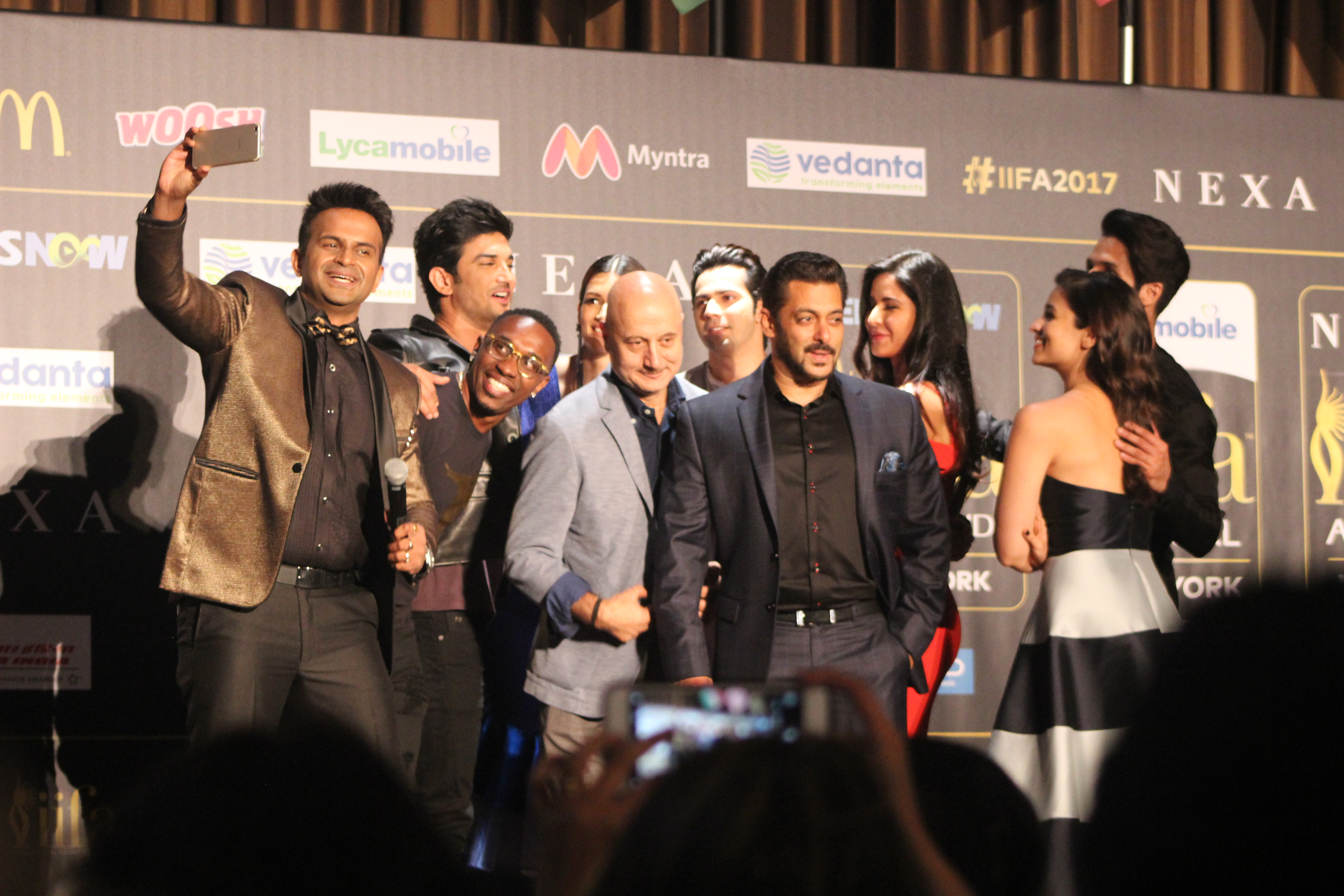
第18回授賞式の記者会見の様子

国際インド映画アカデミー賞（こくさいインドえいがアカデミーしょう、International Indian Film Academy Awards、略称:IIFA）は、インドのヒンディー語映画を表彰する映画賞。ウィズクラフト・インターナショナル・エンターテインメントがプロデュースしており、映画ファンによるオンライン投票によって受賞作品、受賞者が選出される。

## 歴史
2000年にイギリス・ロンドンのミレニアム・ドームで第1回授賞式が開催された。これ以降、授賞式は各国の主要都市で毎年開催されるようになり、授賞式はボリウッドの国際的な人気を象徴するイベントとなった。また、授賞式は3日間かけて行われ、インド映画に関する様々なイベントが開催されている。
IIFAのブランド大使は、アミターブ・バッチャンが創設以来務めている。2009年開催の第10回授賞式では10周年を記念して、5部門のディケイド賞（作品賞、監督賞、主演男優賞、主演女優賞、音楽賞）が表彰された。2016年には南インド映画を表彰するIIFAウトサヴァムが創設され、第1回授賞式がハイデラバードのG・M・C・バーラヨーギ陸上競技場で開催された。

## 授賞式
| 授賞式 | 開催日                                                                                      | 司会者                                                                                      | 開催国                                                                                      | 都市                                                                                        | 会場                                                                                        | 出典         |
| ------ | ------------------------------------------------------------------------------------------- | ------------------------------------------------------------------------------------------- | ------------------------------------------------------------------------------------------- | ------------------------------------------------------------------------------------------- | ------------------------------------------------------------------------------------------- | ------------ |
| 第1回  | 2000年6月24日                                                                               | ユクタ・ムーキー アヌパム・カー                                                             | イギリス                                                                                    | ロンドン                                                                                    | ミレニアム・ドーム                                                                          |              |
| 第2回  | 2001年6月16日                                                                               | プリヤンカー・チョープラー カビール・ベーディー                                             | 南アフリカ共和国                                                                            | サンシティ                                                                                  | サンシティ・スーパーボウル                                                                  |              |
| 第3回  | 2002年4月6日                                                                                | ララ・ダッタ                                                                                | マレーシア                                                                                  | ゲンティンハイランド                                                                        | アリーナ・オブ・スターズ                                                                    |              |
| 第4回  | 2003年5月17日                                                                               | アニル・カプール ディア・ミルザ                                                             | 南アフリカ共和国                                                                            | ヨハネスブルグ                                                                              | チケットプロ・ドーム                                                                        |              |
| 第5回  | 2004年5月20-22日                                                                            | ラーフル・カンナー                                                                          | シンガポール                                                                                | シンガポール                                                                                | シンガポール・インドア・スタジアム                                                          |              |
| 第6回  | 2005年6月9-11日                                                                             | シャー・ルク・カーン ファルディーン・カーン カラン・ジョーハル                              | オランダ                                                                                    | アムステルダム                                                                              | ヨハン・クライフ・アレナ                                                                    |              |
| 第7回  | 2006年6月15-17日                                                                            | ファルディーン・カーン ララ・ダッタ                                                         | アラブ首長国連邦                                                                            | ドバイ                                                                                      | ドバイ国際コンベンションセンター                                                            |              |
| 第8回  | 2007年6月7-9日                                                                              | ボーマン・イラニ ララ・ダッタ                                                               | イギリス                                                                                    | シェフィールド                                                                              | シェフィールド・アリーナ                                                                    |              |
| 第9回  | 2008年6月6-8日                                                                              | ボーマン・イラニ リテーシュ・デーシュムク                                                   | タイ                                                                                        | バンコク                                                                                    | サイアム・パラゴン                                                                          |              |
| 第10回 | 2009年6月11-13日                                                                            | ボーマン・イラニ リテーシュ・デーシュムク ララ・ダッタ                                      | マカオ                                                                                      | マカオ                                                                                      | ザ・ベネチアン・マカオ                                                                      |              |
| 第11回 | 2010年6月3-5日                                                                              | ボーマン・イラニ リテーシュ・デーシュムク ララ・ダッタ                                      | スリランカ                                                                                  | コロンボ                                                                                    | スガサダシュ・スタジアム                                                                    |              |
| 第12回 | 2011年6月23-25日                                                                            | ボーマン・イラニ リテーシュ・デーシュムク                                                   | カナダ                                                                                      | トロント                                                                                    | ロジャーズ・センター                                                                        |              |
| 第13回 | 2012年6月7-9日                                                                              | シャーヒド・カプール ファルハーン・アクタル                                                 | シンガポール                                                                                | シンガポール                                                                                | シンガポール・インドア・スタジアム                                                          |              |
| 第14回 | 2013年7月4-6日                                                                              | サルマーン・カーン アクシャイ・クマール                                                     | マカオ                                                                                      | マカオ                                                                                      | ザ・ベネチアン・マカオ                                                                      |              |
| 第15回 | 2014年4月23-26日                                                                            | シャーヒド・カプール ファルハーン・アクタル                                                 | アメリカ合衆国                                                                              | タンパ・ベイエリア                                                                          | レイモンド・ジェームス・スタジアム                                                          |              |
| 第16回 | 2015年6月5-7日                                                                              | アルジュン・カプール ランヴィール・シン                                                     | マレーシア                                                                                  | クアラルンプール                                                                            | プトラ・インドア・スタジアム                                                                |              |
| 第17回 | 2016年6月23-26日                                                                            | シャーヒド・カプール ファルハーン・アクタル                                                 | スペイン                                                                                    | マドリード                                                                                  | マドリード見本市会場                                                                        | [ 4 ]        |
| 第18回 | 2017年7月14-15日                                                                            | カラン・ジョーハル サイーフ・アリー・カーン                                                 | アメリカ合衆国                                                                              | イーストラザフォード                                                                        | メットライフ・スタジアム                                                                    | [ 5 ] [ 6 ]  |
| 第19回 | 2018年6月22-24日                                                                            | カラン・ジョーハル リテーシュ・デーシュムク                                                 | タイ                                                                                        | バンコク                                                                                    | サイアム・ニラミット・シアター                                                              |              |
| 第20回 | 2019年9月18日                                                                               | アーユシュマーン・クラーナー アパルシャクティ・クラーナー                                   | インド                                                                                      | ムンバイ                                                                                    | サルダール・ヴァッラブバーイー・パテール・インドール・スタジアム                            |              |
| 第21回 | COVID-19パンデミックのため授賞式は開催せず、Instagramの公式アカウントで受賞者が発表された。 | COVID-19パンデミックのため授賞式は開催せず、Instagramの公式アカウントで受賞者が発表された。 | COVID-19パンデミックのため授賞式は開催せず、Instagramの公式アカウントで受賞者が発表された。 | COVID-19パンデミックのため授賞式は開催せず、Instagramの公式アカウントで受賞者が発表された。 | COVID-19パンデミックのため授賞式は開催せず、Instagramの公式アカウントで受賞者が発表された。 | [ 7 ]        |
| 第22回 | 2022年6月2-4日                                                                              | サルマーン・カーン リテーシュ・デーシュムク マニーシュ・ポール                              | アラブ首長国連邦                                                                            | アブダビ市                                                                                  | エティハド・アリーナ                                                                        | [ 8 ]        |
| 第23回 | 2023年5月26-27日                                                                            | ヴィッキー・コウシャル アビシェーク・バッチャン                                             | アラブ首長国連邦                                                                            | アブダビ市                                                                                  | エティハド・アリーナ                                                                        | [ 9 ] [ 10 ] |
| 第24回 | 2024年9月28日                                                                               | シャー・ルク・カーン カラン・ジョーハル ヴィッキー・コウシャル                              | アラブ首長国連邦                                                                            | アブダビ市                                                                                  | エティハド・アリーナ                                                                        |              |
| 第25回 | 2025年3月8-9日                                                                              | カラン・ジョーハル カールティク・アーリヤン                                                 | インド                                                                                      | ジャイプル                                                                                  | ジャイプル・エキシビション&コンヴェンション・センター                                       |              |

## 部門賞

### 大衆賞
- 作品賞
- 監督賞
- 主演男優賞
- 主演女優賞
- 助演男優賞
- 助演女優賞
- 悪役賞
- コメディアン賞
- 新人男優賞
- 新人女優賞
- 音楽監督賞（英語版）
- 作詞賞（英語版）
- 男性プレイバックシンガー賞（英語版）
- 女性プレイバックシンガー賞（英語版）
- 原案賞（英語版）

### 特別賞
- 生涯功労賞（英語版）
- スタイル・アイコン賞（英語版）
- スタイル・ディーヴァ賞（英語版）
- グラマラス・スター賞（英語版）

### 技術賞
- 美術監督賞（英語版）
- アクション賞（英語版）
- 作曲賞（英語版）
- 撮影賞（英語版）
- 振付賞
- 衣装デザイン賞（英語版）
- 台詞賞（英語版）
- 編集賞（英語版）
- 音響賞
- メイクアップ賞（英語版）
- 脚本賞（英語版）
- 歌曲録音賞
- 音響録音賞（英語版）
- 再録音賞（英語版）
- 特殊効果賞（英語版）